# Kouilou-Niari
Kouilou-Niari är en flod i Kongo-Brazzaville. Det översta loppet kallas Douo eller N'douo, efter sammanflödet med Djouéké används namnet Niari, och efter sammanflödet med Louessé Kouilou.